# Dynastor mardonius
Dynastor mardonius är en fjärilsart som beskrevs av Hans Fruhstorfer 1911 . Dynastor mardonius ingår i släktet Dynastor och familjen praktfjärilar. Inga underarter finns listade i Catalogue of Life.